# Hermann-Josef Fisseni
Hermann-Josef Fisseni (* 17. November 1932 in Freudenburg; † 16. Dezember 2010 in Bad Breisig) war ein deutscher Psychologe und von 1982 bis 1998 Professor für Psychologie an der Universität Bonn mit den Arbeitsschwerpunkten Psychodiagnostik und Persönlichkeitspsychologie.

## Leben
Hermann-Josef studierte zwischen 1955 und 1963 Philosophie und katholische Theologie in München und Frankfurt. Zwischen 1964 und 1969 studierte er Psychologie an der Universität Bonn. Anschließend promovierte er bis 1973 bei Hans Thomae und Ursula Lehr. Seine Habilitation für Psychologie erhielt er 1979 an der Universität Bonn und wurde 1982 Professor für Psychologie an der Universität Bonn mit den Arbeitsschwerpunkten Psychodiagnostik und Persönlichkeitspsychologie. 1998 wurde er emeritiert.

## Wichtigste Publikationen
- Fisseni, H.J. (1991). Persönlichkeitspsychologie: auf der Suche nach einer Wissenschaft. Ein Theorienüberblick. Göttingen: Hogrefe.
- Fisseni, H.J. (1992). Persönlichkeitsbeurteilung: Zu Theorie und Praxis des psychologischen Gutachtens. Eine Einführung. Göttingen: Hogrefe.
- Fisseni, H.J. (1997). Lehrbuch der psychologischen Diagnostik. Göttingen: Hogrefe.
- Fisseni, H.J. & Preusser, I. (2007). Assessment-Center. Eine Einführung in Theorie und Praxis. Göttingen: Hogrefe.